# Insuficiență hepatică
Insufuciența hepatică reprezintă un proces patologic integral apărut la sistarea parțială sau totală a funcțiilor ficatului și manifestat prin dishomeostazii, dismetabolisme generale și dereglări circulatorii sistemice incompatibile cu viața.

## Etiologia
Insuficiența hepatică este numitorul comun patogenetic, la care eventual pot parveni toate afecțiunile hepatice. În funcție de mecanismul de acțiune factorii hepatopatogeni se clasifică în:
- factori patogeni mecanici, fizici, chimici (traumatisme mecanice, peroxizii lipidici, alcoolul etilic);
- factori patogeni biologici (echinococ, leptospire, bacterii, viruși);
- factori discirculatorii regionali (tromboză, embolie) sau sistemici (insuficiența circulatorie);
- factori patogeni dismetabolici (hipoglicemie, hiperlipidemie);
- factori patogeni autoimuni.

## Patogenia generală
Patogenia generală a insuficienței hepatice constă în dezvoltarea consecutivă sub acțiunea factorilor etiologici a proceselor patologice în formă de leziuni, distrofii și necroza hepatocitelor, inflamația, atrofia și sclerozarea ficatului cu reducerea succesivă a funcțiilor. 

## Manifestări
Manifestările insuficienței hepatice sunt consecutive pierderii funcțiilor ficatului. 

### Dereglările metabolismului glucidic
Dereglările metabolismului glucidic constau în diminuarea funcțiilor hepatice de glicogenogeneză, gluconeogeneză, depleția glicogenului în ficat. Aceste dereglări se traduc prin intoleranța glucidelor – ingerarea glucidelor pe orice cale provoacă hiperglicemie înaltă de scurtă durată cu eliminarea ulterioară a glucozei prin rinichi – glucozurie. Starea dominantă a homeostaziei glucidice este hipoglicemia persistentă cu micșorarea glicemiei până la nivelul critic de nutriție a creierului. Penuria de energie are consecințe fatale pentru neuroni – inhibiție depolarizantă, leziuni celulare, necroză, ceea ce se soldează cu comă hipoglicemică. Diminuarea proceselor glicolitice și oxidării glucozei pe calea pentozofosforică micșorează rezervele de oxalacetat necesar pentru includerea acetil - CoA în ciclul Krebs și la rezervele de NADP.H necesar pentru resinteza  acizilor grași din acetat. Consecință a ambelor procese este acumularea acetatului cu sinteza și acumularea în exces a corpilor cetonici. De rând cu aceasta depleția glicogenului în ficat conduce la lipoliza intensă și la mobilizarea lipidelor din țesuturilre adipoase cu hiperlipidemie de transport. De asemenea scade capacitatea hepatocitelor de a sintetiza acid glucuronic, necesar pentru procesele de detoxicare, ceea ce diminuează capacitatea detoxifiantă a ficatului și rezultă autointoxicație cu produși endogeni – substanțe biologic active (serotonina), hormoni (aldosteron, estrogene), xenobiotice.   
În final dereglările metabolismului glucidic se manifestă prin depleția glicogenului în ficat, prin hipoglicemie, hiperlipidemie, hipercetonemie și acidoză metabolică, autointoxicație. Consecințele, la care converg dereglările metabolismului glucidic, sunt hiponutriția creierului cu eventuale leziuni neuronale: leziuni, distrofii și necroză celulară cu consecințele generale respective.

### Dereglările metabolismului lipidic
Dereglările metabolismului lipidic în insuficiența hepatică rezultă din mobilizarea intensă a lipidelor din țesuturile adipoase paralel cu incapacitatea ficatului de a metaboliza aceste lipide. În așa mod survine hiperlipidemia de transport, iar din cauza incapacității ficatului de a metaboliza acizii grași – și hiperlipidemia de retenție, invadarea organelor cu lipide, infiltrația și distrofia grasă a ficatului, miocardului, rinichilor. Lipoliza intensă cu formarea în exces de acizi grași conduce la oxidarea lor și acumularea excesivă de acetat. Din cauza deficitului de oxalacetat devine imposibilă scindarea acetatului în ciclul Krebs, iar din cauza deficitului de NADP.H devine imposibilă resinteza de acizi grași. În aceste condiții surplusul de acetat nesolicitat este transformat în corpi cetonici – cetogeneza (acetonă, acid beta-oxibutiric și acetilacetic), ceea ce conduce la acidoză metabolică.  De rând cu aceste modificări are loc diminuarea capacității ficatului de a sintetiza fosfolipide și lipoproteine cu instalarea deficitului acestor substanțe. Consecințele nocive ale dereglărilor metabolismului lipidic sunt hiperlipidemia, infiltrația și distrofia grasă a ficatului, hipercetonemia, cetoacidoza. 

### Dereglările metabolismului proteic
Dereglările metabolismului proteic constau în afectarea sintezei de proteine – albumine, globuline de transport, proteinele sistemului coagulant (protrombina, fibrinogenul), proteinele sistemului antioxidant (transferina, ceruloplasmina), dereglarea proceselor de transaminare, dezaminare, sinteza ureei din amoniac. Consecințele acestor dismetabolisme sunt multiple. Hipoalbuminemia conduce la hipoonchie cu edeme și hidropizii. Insuficiența globulinelor dereglează transportul substanțelor biologic active – vitamine, microelemente, hormoni. Deficitul de protrombină și fibrinogen, de rând cu deficitul de vitamina K consecutiv malabsorbției intestinale a vitaminelor liposolubile, cauzează sindromul hemoragic, iar deficitul antioxidanților – intensificarea proceselor de peroxidare. Dereglarea proceselor de transaminare face imposibilă transformarea reciprocă a aminoacizilor, în urma căreia diminuează sinteza proteinelor, se creează un surplus de aminoacizi – hiperaminoacidemia cu eliminarea acestora în urină – aminoaciduria. Incapacitatea ficatului de a sintetiza ureea conduce la acumularea în exces a amoniacului – hiperamoniemia cu alcaloză metabolică, se stopează disocierea oxihemoglobinei, survine spasmul vaselor cerebrale  și encefalopatia din cauza hipoxiei creierului. Alcaloza metabolică se complică cu alcaloza respiratorie, din cauză că hiperamoniemia provoacă hiperventilație și eliminarea excesivă a dioxidului de carbon din sânge. 
Dereglarea funcțiilor catabolice a ficatului conduce la acumularea hormonilor nedegradați – estrogene, aldosteron cu consecințele respective – feminizarea la bărbați, retenția sodiului cu hipernatriemie și eliminarea potasiului cu hipokaliemie, edeme hiperosmotice.
Dereglarea metabolismului bilirubinei și acizilor biliari, aminelor biogene se traduce prin hiperbilirubinemie, posibil și colalemie, hiperaminemie (histamina, serotonina, tiramina). 
Liza hepatocitelor de orice origine (toxică, ischemică, hipoxică, virală, autoimună, prin peroxidare) provoacă eliberarea de enzime intracelulare cu hiperenzimemie (aminotransferaze).
Or, rezultatul final al insuficienței hepatice sunt dismetabolismele generale (hipoglicemia, hipoproteinemia, hiperlipidemia, hipercolesterolemia), dishomeostaziile generale (hipercetonemia, acidoza metabolică, hiperamoniemia, hipernatriemia, hipoxia, hiperenzimemia), dismetabolismele locale (infiltrația și distrofia grasă a ficatului, miocardului, rinichilor), dereglări circulatorii locale – cerebrale, hepatice și insuficiența circulatorie sistemică. Efectul proceselor patologice integrative inițiate de insuficiența ficatului sunt ulterior localizate în diferite organe în formă de procese patologice locale secundare – leziuni celulare, distrofii celulare, necroză, inflamație, atrofie, sclerozare în ficat, miocard, rinichi, creier.  
Procesele patologice secundare în rinichi se finalizează prin insuficiență renală acută. Leziunile secundare ale miocardului se manifestă prin tahicardie, insuficiență cardiacă, aritmii. În tractul digestiv survin eroziuni, hemoragii. Modificările respirației externe se manifestă prin respirația periodică Kussmaul, hiperventilație, alcaloză respiratorie, exhalația cu miros ”hepatic” – miros de paie mucezite. Ischemia hipofizei conduce la necroză cu dezvoltarea panhipopituitarismului, inclusiv și a diabetului insipid. 
În creier procesele patologice celulare  se traduc prin leziuni cerebrale cu comă hepatică. Coma hepatică reprezintă dereglări grave ale activității nervoase – a activității nervoase superioare cu pierderea cunoștinței, pierderea reflexelor necondiționate, dereglarea funcțiilor vitale – respirația, circulația, funcțiile animale și vegetative. Coma hepatică parcurge în evoluția sa câteva stadii: coma ușoară – cu pierderea cunoștinței; coma de gravitate moderată – lipsa reacției la excitanții algici, apariția reflexelor patologice (Babinski); coma profundă – dereglări ale respirației, circulației, dereglări metabolice, pierderea funcțiilor vegetative, hipotermia; coma terminală  – prăbușirea presiunii arteriale, sistarea respirației, stop cardiac, moartea.